# Garage Inc.
Garage Inc. es un álbum recopilatorio del grupo musical estadounidense Metallica, publicado el 24 de noviembre de 1998. Se trata de un álbum de versiones realizado en homenaje a los artistas que marcaron sus raíces, como Queen, Motörhead, Black Sabbath, Bob Seger, The Misfits, Diamond Head, Mercyful Fate, Discharge, entre otros. 
El álbum consta de dos discos, el primero contiene once versiones nuevas grabadas entre 1997 y 1998, mientras que el segundo contiene el EP de 1987 The $5.98 E.P.: Garage Days Re-Revisited, siete versiones inéditas grabadas entre 1984 y 1991 y cuatro versiones inéditas de Mötorhead grabadas en 1995.

## Lista de canciones

### Disco n.° 1
Contiene pistas que fueron grabadas durante 1997 y 1998, son versiones de artistas que influenciaron a Metallica.

### Pistas del disco n.º 1: Nuevas Grabaciones '98
1. «Free Speech for the Dumb» (Maloney, Morris, Roberts, Wainwright) – 2:34 (Discharge)
2. «It's Electric» (Harris, Tatler) – 3:35 (Diamond Head)
3. «Sabbra Cadabra» / «A National Acrobat» (Osbourne, Iommi, Butler, Ward) – 6:20 (Black Sabbath)
4. «Turn the Page» (Seger) – 6:06 (Bob Seger)
5. «Die, Die My Darling» (Danzig) – 2:26 (The Misfits)
6. «Loverman» (Cave) – 7:52 (Nick Cave and the Bad Seeds)
7. «Mercyful Fate» (Diamond, Shermann) – 11:11 (Mercyful Fate)
8. «Astronomy» (Bouchard, Bouchard, Pearlman) – 6:37 (Blue Öyster Cult)
9. «Whiskey in the Jar» (Traditional) – 5:04 (Thin Lizzy)
10. «Tuesday's Gone» (Collins, Van Zant) – 9:04 (Lynyrd Skynyrd)
11. «The More I See» (Maloney, Morris, Roberts, Wainwright) – 4:50 (Discharge)

### Disco n.° 2
Estas pistas son una colección de canciones de artistas que inspiraron a Metallica en los primeros años del grupo. Está constituido de 4 partes: Garage Days Re-Revisited '87, Garage Days Revisited '84, B-Sides And One-Offs '88 - '91 y Motörheadache '95.

### Garage Days Re-Revisited '87
Grabaciones que dan introducción al nuevo bajista Jason Newsted después del fallecimiento de Cliff Burton.
1. «Helpless» (Harris, Tatler) – 6:36 (Diamond Head)
2. «The Small Hours» (Mortimer, Mc Cullim, Bartley, Levine) – 6:41 (Holocaust)
3. «The Wait» (Coleman, Walker, Youth/Ferguson) – 4:55 (Killing Joke)
4. «Crash Course in Brain Surgery» (Bourge, Phillips, Shelley) – 3:10 (Budgie)
5. «Last Caress» / «Green Hell» (Danzig) – 3:31 (The Misfits)

### Garage Days Revisited '84
1. «Am I Evil?» (Harris, Tatler) – 7:47 (Diamond Head)
2. «Blitzkrieg» (Jones, Sirotto, Smith) – 3:34 (Blitzkrieg)

### B-Sides and One-Offs '88 - '91
1. «Breadfan» (Bourge, Phillips, Shelley) – 5:41 (Budgie)
2. «The Prince» (Harris, Tatler) – 4:25 (Diamond Head)
3. «Stone Cold Crazy» (Deacon, May, Mercury, Taylor) – 2:16 (Queen)
4. «So What?» (Culmer, Exalt) – 3:07 (Anti-Nowhere League)
5. «Killing Time» (Haller, Bates, Fleming, Wilson, Campbell) – 3:01 (Sweet Savage)

### Motorheadache '95
1. "Overkill" (Clarke, Kilmister, Taylor) – 4:04 (Motörhead)
2. «Damage Case» (Clarke, Farren, Kilmister, Taylor) – 3:40 (Motörhead)
3. «Stone Dead Forever» (Clarke, Kilmister, Taylor) – 4:51 (Motörhead)
4. «Too Late Too Late» (Clarke, Kilmister, Taylor) – 3:12 (Motörhead)

## Sencillos y videos
1. «Turn the Page» (1998)
2. «Whiskey in the Jar» (1999)
3. «Die, Die My Darling» (1999)